# Robert Lindig
Robert Lindig (* 29. September 1894 in Tettau; † 26. März 1972 in Mitterteich) war ein deutscher Politiker der SPD.
Lindig besuchte die Volksschule und machte die Lehre zum Modelleinrichter. Im Ersten Weltkrieg wurde er als Soldat eingesetzt. 1925 führten berufliche Gründe dazu, dass er nach Mitterteich zog, wo er als Modelleinrichter und -abgießer tätig war.
Während seiner Lehrzeit trat Lindig in die Gewerkschaft und die Sozialistische Arbeiter-Jugend ein, über diese kam er 1913 zur SPD. 1933 wurde er kurzzeitig in den Stadtrat von Mitterteich berufen, nach dem Zweiten Weltkrieg erhielt er dort erneut ein Mandat. 1948 erfolgte seine Wahl zum zweiten Bürgermeister. Ein Jahr später, nach dem plötzlichen Tod des Bürgermeisters Josef Siller, wurde er zu seinem Nachfolger gewählt. 1950 erhielt Lindig auch ein Mandat im Bayerischen Landtag. Diesem gehörte er bis 1966 an, er wurde stets über die Wahlkreisliste Oberpfalz gewählt. Zeitweise war er auch Vorsitzender des SPD-Ortsverbandes Mitterteich. Sein Bürgermeisteramt, in dem er viermal wiedergewählt wurde, legte er mit Ablauf des Jahres 1969 aus gesundheitlichen Gründen nieder.